# 五十岚彩季
五十岚彩季（日语：／ Igarashi Saki，2000年1月24日—），日本女子摔跤运动员。她曾代表日本参加亚洲摔跤锦标赛，获得一枚金牌和一枚银牌，均来自女子自由式55公斤级项目。